# Eleutherodactylus syristes
Espèce
Synonymes
- Tomodactylus syristes Hoyt, 1965

Statut de conservation UICN

 LC  : Préoccupation mineure
Eleutherodactylus syristes est une espèce d'amphibiens de la famille des Eleutherodactylidae.

## Répartition
Cette espèce est endémique de l'État d'Oaxaca au Mexique. Elle se rencontre sur le versant Pacifique de la Sierra de Miahuatlán et de la Sierra Mixteca.

## Description
Le mâle holotype mesure 27 mm.

## Publication originale
- Hoyt, 1965 : A new frog of the genus Tomodactylus from Oaxaca, Mexico. Journal of the Ohio Herpetological Society, vol. 5, no 1, p. 19-22.